# Šerhovní (Litovel)
Šerhovní ulice je krátká úzká ulička v historickém jádru města Litovle. Její dominantou je malý vodní tok Nečíz tekoucí po celé její délce, vedle nějž vede úzký chodník. Ulice začíná na spojnici s ulicí Komenského, od níž jde jihovýchodním směrem, a asi po 70 metrech je zakončena průchodem pod městskou radnicí na náměstí Přemysla Otakara. Nečíz se zde noří pod povrch, podtéká pod radnicí a opět vytéká až na druhé straně náměstí. Uprostřed ulice je vodní tok přemostěn malou lávkou, která umožňuje vchod do budovy č. p. 720.

## Historie

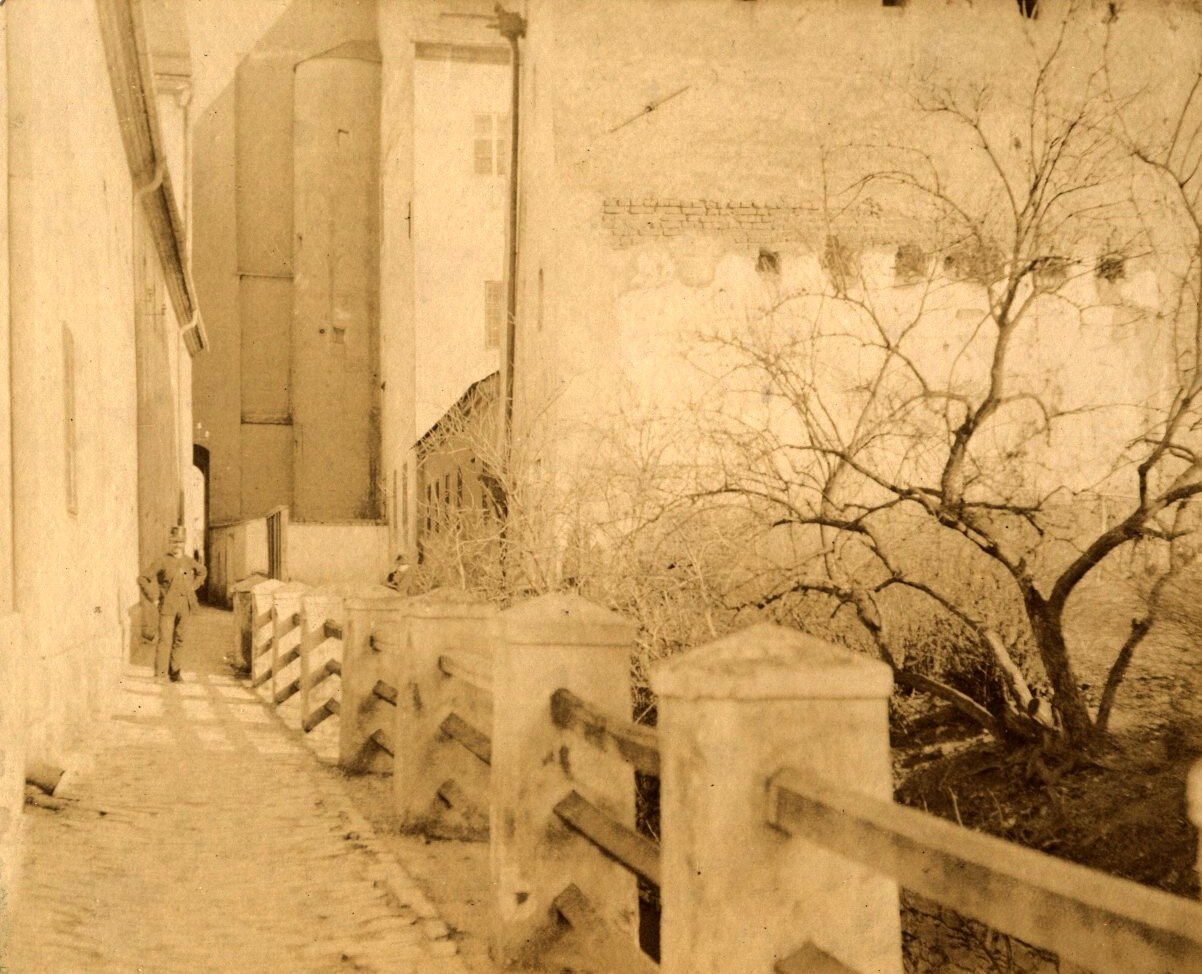
Šerhovní ulice roku 1880, pohled k radnici

### Název
Existence ulice je zmiňována již v 16. století, kdy byla popsána jako „ulička, kterou se jde k vězení“. Na konci 16. století se v pramenech vyskytuje pod názvem Bodergessel či Badergasse (česky: Lázeňská ulička), což souvisí s městskými lázněmi, které se zde tehdy nacházely. Roku 1893 byl úředně zaveden název Schergengasse, který byl odvozen od staršího německého výrazu označujícího věznici, jež zde kdysi stávala. Název je tedy mnohem starší, ovšem počátky jeho užívání nejsou známy. Jeho česká varianta "Šerhovní" (od starého výrazu pro věznici „šerhovna“) se užívá od roku 1900 dosud. Během druhé světové války byl vedle českého názvu dočasně znovu zaveden název německý, když 6. listopadu 1939 byl navržen název Arrestgasse, ovšem 10. listopadu městská rada schválila dřívější název Schergengasse, který se měl psát švabachem.

### Vývoj
Na levé straně ulice (směrem od Komenského ulice po proudu Nečízu) bývala tzv. zadní kasárna, vedle nich pivovar, sladovna a nejblíže náměstí přední kasárna. Na jednom z domů lze spatřit desku s nápisem, umístěnou zřizovateli pivovaru (kterým byli společně majitelé litovelských právovárečných domů): Tento dům byl vystavěn nákladem výčepním a prací dělníkovou pro potomstvo s chronogramem 1770. Nečíz zde býval překlenut severním křídlem radnice, které bylo posunuto za jeho pravý břeh až při přestavbě roku 1873, takže ulička bývala do té doby široká jen asi jeden metr.
Ve druhé polovině 20. století bývali v Šerhovní ulici v č. p. 720 krátkou dobu ubytováváni pivovarničtí učni, poté budova patřila Svazarmu. K zatím poslednímu výraznému zásahu do charakteru ulice došlo v roce 1989, kdy byl zdemolován rohový dům na její jižní straně na křižovatce s Komenského ulicí (vedle budovy dnešního Domu dětí a mládeže).